# Юлово (Мокшанский район)
Юлово — село в Мокшанском районе Пензенской области России. Входит в состав Царевщинского сельсовета.

## География
Село находится в северной части Пензенской области, в пределах Сурско-Мокшанской возвышенности, в лесостепной зоне, на берегах реки Юловка, при автодороге 58Н-188, на расстоянии примерно 17 км (по прямой) к северу от рабочего посёлка Мокшан, административного центра района. Абсолютная высота — 211 м над уровнем моря.

### Климат
Климат характеризуется как умеренно континентальный, с холодной продолжительной зимой и тёплым летом. Среднегодовая температура воздуха — 4,6 °C. Средняя температура воздуха самого тёплого месяца (июля) — 19 °C; самого холодного (января) — −13 °C. Безморозный период длится 150 дней. Продолжительность вегетационного периода — в среднем 144 дня. Среднегодовое количество атмосферных осадков варьируется от 480 до 500 мм, из которых большая часть выпадает в тёплый период. Снежный покров устанавливается в конце ноября и держится в течение 141 дня.

### Часовой пояс
Село Юлово, как и вся Пензенская область, находится в часовой зоне МСК (московское время). Смещение применяемого времени относительно UTC составляет +3:00.

## Население
| 1710  | 1717  | 1747  | 1762  | 1782  | 1864  | 1877  |
| ----- | ----- | ----- | ----- | ----- | ----- | ----- |
| 440   | ↗522  | ↗1110 | ↗1355 | ↘1013 | ↗1296 | ↗1336 |
| 1897  | 1910  | 1926  | 1930  | 1939  | 1959  | 1979  |
| ↘1295 | ↗1632 | ↘1535 | ↗1693 | ↘1021 | ↘609  | ↘388  |
| 1989  | 1996  | 2002  | 2010  |       |       |       |
| ↘350  | ↘337  | ↘216  | ↘136  |       |       |       |

### Национальный состав
Согласно результатам переписи 2002 года, в национальной структуре населения русские составляли 94 % из 216 чел.